# Saison 2009 de l'équipe cycliste AG2R La Mondiale
La saison 2009 de l'équipe cycliste AG2R La Mondiale est la dix-septième de l'équipe.

## Préparation de la saison 2009

### Arrivées et départs
| Arrivées            | Équipe 2008                  |
| ------------------- | ---------------------------- |
| Guillaume Bonnafond | Chambéry CF                  |
| Aurélien Clerc      | Bouygues Telecom             |
| Alexander Efimkin   | Quick Step                   |
| Sébastien Hinault   | Crédit agricole              |
| Blel Kadri          | Albi VS                      |
| Nicolas Roche       | Crédit agricole              |
| Gatis Smukulis      | Vélo-Club La Pomme Marseille |

| Départs             | Équipe 2009               |
| ------------------- | ------------------------- |
| Sylvain Calzati     | Agritubel                 |
| Philip Deignan      | Cervélo Test              |
| Christophe Edaleine | retraite                  |
| Laurent Mangel      | Besson Chaussures-Sojasun |
| Jean-Patrick Nazon  | retraite                  |
| Alexandre Usov      | Cofidis                   |
| Stijn Vandenbergh   | Katusha                   |

## Coureurs et encadrement technique

### Effectif
| Effectif 2009                            | Effectif 2009     | Effectif 2009 | Effectif 2009                         |
| Cycliste                                 | Date de naissance | Pays          | Équipe précédente                     |
| ---------------------------------------- | ----------------- | ------------- | ------------------------------------- |
| José Luis Arrieta                        | 15 juin 1971      | Espagne       |                                       |
| Guillaume Bonnafond                      | 23 juin 1987      | France        | Chambéry CF (2008)                    |
| Aurélien Clerc                           | 26 août 1979      | Suisse        | Bouygues Telecom (2008)               |
| Cyril Dessel                             | 29 novembre 1974  | France        | Phonak Hearing Systems (2004)         |
| Renaud Dion                              | 6 janvier 1978    | France        | RAGT Semences (2005)                  |
| Hubert Dupont                            | 13 novembre 1980  | France        | RAGT Semences (2005)                  |
| Alexander Efimkin                        | 2 décembre 1981   | Russie        | Quick Step (2008)                     |
| Vladimir Efimkin                         | 2 décembre 1981   | Russie        | Caisse d'Épargne (2007)               |
| Martin Elmiger                           | 23 septembre 1978 | Suisse        | Phonak Hearing Systems (2006)         |
| John Gadret                              | 22 avril 1979     | France        | Jartazi Revor (2005)                  |
| Stéphane Goubert                         | 13 mars 1970      | France        | Jean Delatour (2003)                  |
| Sébastien Hinault                        | 11 février 1974   | France        | Crédit Agricole (2008)                |
| Blel Kadri                               | 3 septembre 1986  | France        | AG2R-La Mondiale (2008)               |
| Tanel Kangert                            | 11 mars 1987      | Estonie       |                                       |
| Yuriy Krivtsov                           | 7 février 1979    | Ukraine       | Jean Delatour (2003)                  |
| Julien Loubet                            | 11 janvier 1985   | France        | GSC Blagnac (2004)                    |
| Rene Mandri                              | 20 janvier 1984   | Estonie       | Auber 93 (2006)                       |
| Lloyd Mondory                            | 26 avril 1982     | France        |                                       |
| Rinaldo Nocentini                        | 25 septembre 1977 | Italie        | Acqua & Sapone - Caffè Mokambo (2006) |
| Cédric Pineau                            | 8 mai 1985        | France        | Roubaix Lille Métropole (2007)        |
| Alexandr Pliuschin                       | 13 janvier 1987   | Moldavie      | Chambéry CF (2007)                    |
| Stéphane Poulhiès                        | 26 juin 1985      | France        | Albi VS (2005)                        |
| Christophe Riblon                        | 17 janvier 1981   | France        | CC Nogent-sur-Oise (2004)             |
| Nicolas Roche                            | 3 juillet 1984    | Irlande       | Crédit Agricole (2008)                |
| Nicolas Rousseau                         | 16 mars 1983      | France        | AG2R Prévoyance (2006)                |
| Jean-Charles Sénac                       | 23 mai 1985       | France        | Chambéry CF (2007)                    |
| Gatis Smukulis                           | 15 avril 1987     | Lettonie      | Vélo-Club La Pomme Marseille (2008)   |
| Blaise Sonnery                           | 21 mars 1985      | France        | Chambéry CF (2006)                    |
| Ludovic Turpin                           | 22 mars 1975      | France        | Club Cycliste d'Étupes (1999)         |
| Tadej Valjavec                           | 13 avril 1977     | Slovénie      | Lampre-Fondital (2007)                |
| Loïc Desriac (1 août–31 déc., stagiaire) | 21 juillet 1989   | France        |                                       |
| Ben Gastauer (1 août–31 déc., stagiaire) | 14 novembre 1987  | Luxembourg    |                                       |
|                                          |                   |               |                                       |
| Source : ProCyclingStats                 |                   |               |                                       |

## Bilan de la saison

### Victoires
| Date       | Course                          | Pays       | Classe | Vainqueur         |
| ---------- | ------------------------------- | ---------- | ------ | ----------------- |
| 21/02/2009 | 7e étape du Tour de Californie  | États-Unis | 2.HC   | Rinaldo Nocentini |
| 18/06/2009 | 1re étape de la Route du Sud    | France     | 2.1    | Nicolas Rousseau  |
| 20/06/2009 | 3e étape de la Route du Sud     | France     | 2.1    | Christophe Riblon |
| 28/06/2009 | Championnat d'Irlande sur route | Irlande    | CN     | Nicolas Roche     |
| 11/08/2009 | 3ea étape du Tour de l'Ain      | France     | 2.1    | Ludovic Turpin    |

### Résultats sur les courses majeures
Les tableaux suivants représentent les résultats de l'équipe dans les principales courses du calendrier international (les cinq classiques majeures et les trois grands tours). Pour chaque épreuve est indiqué le meilleur coureur de l'équipe, son classement ainsi que les accessits glanés par AG2R La Mondiale sur les courses de trois semaines.

#### Classiques
| Classique            | Milan-San Remo      | Tour des Flandres   | Paris-Roubaix     | Liège-Bastogne-Liège    | Tour de Lombardie    |
| -------------------- | ------------------- | ------------------- | ----------------- | ----------------------- | -------------------- |
| Coureur (classement) | Lloyd Mondory (11e) | Martin Elmiger (9e) | Renaud Dion (60e) | Rinaldo Nocentini (15e) | Tadej Valjavec (20e) |

#### Grands tours
| Grand tour           | Tour d'Italie           | Tour de France          | Tour d'Espagne          |
| -------------------- | ----------------------- | ----------------------- | ----------------------- |
| Coureur (classement) | Alexander Efimkin (37e) | Rinaldo Nocentini (12e) | Christophe Riblon (46e) |
| Accessits            | -                       | -                       | -                       |

### Classement UCI
L'équipe AG2R La Mondiale termine à la dix-septième place du Calendrier mondial avec 206 points. Ce total est obtenu par l'addition des points des cinq meilleurs coureurs de l'équipe au classement individuel que sont Martin Elmiger, 68e avec 74 points, Rinaldo Nocentini, 116e avec 26 points, Nicolas Roche, 144e avec 15 points, Christophe Riblon, 146e avec 15 points, et Stéphane Goubert, 147e avec 14 points.
| Rang | Coureur           | Points |
| ---- | ----------------- | ------ |
| 68   | Martin Elmiger    | 74     |
| 116  | Rinaldo Nocentini | 26     |
| 144  | Nicolas Roche     | 15     |
| 146  | Christophe Riblon | 15     |
| 147  | Stéphane Goubert  | 14     |
| 202  | Lloyd Mondory     | 4      |
| 205  | Vladimir Efimkin  | 4      |
| 214  | Ludovic Turpin    | 4      |
| 220  | Sébastien Hinault | 3      |